# Calliphora espiritusanta
Calliphora espiritusanta este o specie de muște din genul Calliphora, familia Calliphoridae. A fost descrisă pentru prima dată de Hiromu Kurahashi în anul 1971.
Este endemică în Vanuatu. Conform Catalogue of Life specia Calliphora espiritusanta nu are subspecii cunoscute.